# Svenska mästerskapen i kortbanesimning 1980
Svenska mästerskapen i kortbanesimning 1980 avgjordes i Borlänge den 21–23 mars 1980. Det var den 28:e upplagan av kortbane-SM.

## Medaljsummering

### Herrar
| Gren            | Guld                      | Guld                      |
| 100 m frisim    | Per Wikström 50,53        | Borlänge SS               |
| 200 m frisim    | Thomas Lejdström 1.49,73  | Västerås SS               |
| 400 m frisim    | Thomas Lejdström 3.51,46  | Västerås SS               |
| 1500 m frisim   | Thomas Lejdström 15.16,82 | Västerås SS               |
| 100 m fjärilsim | Bengt Baron 56,08         | SK Korrugal               |
| 200 m fjärilsim | Thomas Lejdström 2.02,70  | Västerås SS               |
| 100 m ryggsim   | Bengt Baron 56,3          | SK Korrugal               |
| 200 m ryggsim   | Bengt Baron 2.01,21       | SK Korrugal               |
| 100 m bröstsim  | Peter Berggren 1.03,94    | Skärets SS                |
| 200 m bröstsim  | Peter Berggren 2.16,77    | Skärets SS                |
| 200 m medley    | Gary Andersson 2.06,60    | Västerås SS               |
| 400 m medley    | Thomas Lejdström 4.27,44  | Västerås SS               |
| 4x100 m frisim  | Borlänge SS 3.32,64       | Borlänge SS 3.32,64       |
| 4x200 m frisim  | Västerås SS 7.32,31       | Västerås SS 7.32,31       |
| 4x100 m medley  | Kristianstads SLS 3.54,39 | Kristianstads SLS 3.54,39 |

### Damer
| Gren            | Guld                         | Guld                      |
| 100 m frisim    | Agneta Eriksson 56,52        | Västerås SS               |
| 200 m frisim    | Agneta Eriksson 2.00,82      | Västerås SS               |
| 400 m frisim    | Monica Parsmark 4.16,82      | Upsala S                  |
| 1500 m frisim   | Pernilla Henriksson 17.07,78 | Växjö SS                  |
| 100 m fjärilsim | Armi Airaksinen 1.02,81      | Stockholmspolisens IF     |
| 200 m fjärilsim | Armi Airaksinen 2.15,83      | Stockholmspolisens IF     |
| 100 m ryggsim   | Pensé Andersson 1.05,36      | Landskrona S              |
| 200 m ryggsim   | Pensé Andersson 2.18,80      | Landskrona S              |
| 100 m bröstsim  | Annelie Holmström 1.12,19    | Stockholmspolisens IF     |
| 200 m bröstsim  | Ann-Sofie Roos 2.33,38       | Kristianstads SLS         |
| 200 m medley    | Ann-Sofie Roos 2.19,10       | Kristianstads SLS         |
| 400 m medley    | Ann-Sofie Roos 4.54,59       | Kristianstads SLS         |
| 4x100 m frisim  | Kristianstads SLS 3.51,61    | Kristianstads SLS 3.51,61 |
| 4x200 m frisim  | Kristianstads SLS 8.18,92    | Kristianstads SLS 8.18,92 |
| 4x100 m medley  | Kristianstads SLS 4.21,78    | Kristianstads SLS 4.21,78 |